# Warrens (Wisconsin)
Warrens es una villa ubicada en el condado de Monroe en el estado estadounidense de Wisconsin. En el Censo de 2010 tenía una población de 363 habitantes y una densidad poblacional de 95,41 personas por km².

## Geografía
Warrens se encuentra ubicada en las coordenadas 44°7′39″N 90°31′16″O / 44.12750, -90.52111. Según la Oficina del Censo de los Estados Unidos, Warrens tiene una superficie total de 3.8 km², de la cual 3.76 km² corresponden a tierra firme y (1.16%) 0.04 km² es agua.

## Demografía
Según el censo de 2010, había 363 personas residiendo en Warrens. La densidad de población era de 95,41 hab./km². De los 363 habitantes, Warrens estaba compuesto por el 94.49% blancos, el 1.1% eran afroamericanos, el 1.93% eran amerindios, el 0% eran asiáticos, el 0% eran isleños del Pacífico, el 0% eran de otras razas y el 2.48% pertenecían a dos o más razas. Del total de la población el 0.83% eran hispanos o latinos de cualquier raza.